# 1839 год в науке
В 1839 году были различные научные и технологические события, некоторые из которых представлены ниже.

## События
- 19 сентября началась экспедиция Кларка Росса в Антарктику.
- Луи Даге́р разработал новый доступный способ получения фотографий — дагеротипи́ю, благодаря чему фотография получила широкое распространение[1].
- Томас Хендерсон измерив годичный параллакс звезды Альфа Центавра, оценил расстояние до неё в 3,25 световых года.
- Теодор Шванн и Маттиас Шлейден сформулировали клеточную теорию[2].
- Шведский химик Карл Мосандер открыл лантан[3].

## Родились
- 17 января  – Людвиг Барт цу Бартенау, австрийский химик, академик.
- 27 января — Павел Платонович Чубинский, русский журналист, этнограф, историк, географ, полярный исследователь Русского Севера.
- 12 апреля — Николай Михайлович Пржевальский, российский путешественник и натуралист (ум. 1888).
- 8 июля — Джон Рокфеллер, американский предприниматель, основатель компании Standard Oil, первый долларовый миллиардер, (ум. 1937).
- 18 июля — Иван Алексеевич Куратов, основоположник коми литературы, лингвист, переводчик, коми поэт, (ум. 1875).
- 14 августа — Александр Рейнхольд Бонштедт, немецкий ботаник (ум. 1903).
- 1 сентября — Иоганн Рабль-Рюкгард, немецкий медик.

## Скончались
- 27 января — Пётр Козьмич Фролов, создатель первой в России железной дороги на гужевой тяге.
- 8 апреля — Пьер Прево, швейцарский физик, философ и литератор.
- 22 апреля —  Август Фридрих Адриан Диль, немецкий учёный-помолог, садовод, врач, основатель науки помологии.
- 27 июня — Аллан Каннингем, английский ботаник
- 29 августа — Уильям Смит, британский геолог, создавший в 1815 году первую региональную геологическую карту.
- 29 сентября — Карл Моос, немецкий минералог и геолог.
- 15 ноября — Уильям Мёрдок, британский механик и изобретатель.